# 日本自動車レース工業会
特定非営利活動法人日本自動車レース工業会（にほんじどうしゃレースこうぎょうかい、英称：Japan Motor-racing Industry Association、略称：JMIA）は、日本のモータースポーツ関連団体。

## 概要
従来日本のレーシングカーコンストラクターで構成されていた「日本コンストラクター・ユニオン」と、同じくレーシングエンジンビルダーで構成されていた「日本レーシングエンジン・ユニオン」が事実上合同する形で2008年3月に発足。
従来外国製のシャシーや部品の輸入に依存する部分が大きかった日本のモータースポーツ界の現状を変革し、純国産製品の採用比率を増やすことで、レース運営に必要なコストの低減、並びにモータースポーツに関する技術の蓄積を増やすことを大きな目標に掲げている。また従来日本自動車連盟（JAF）などにおけるレギュレーション改訂作業の過程において、技術力の不足・自動車メーカーによる我田引水的な意見の主張などが理由で、大所高所的な見地からの改訂が行われてこなかったことを反省し、今後行われるレギュレーション改訂作業において一定の影響力を行使できるようにする（将来的にはJMIAの技術委員会がレギュレーションを制定できるようにする）ことを目指すとしている。
具体的な活動としては、以下のような活動を挙げている。
フォーミュラチャレンジ・ジャパン（FCJ）への国産シャシー・エンジンの採用
FCJはトヨタ・日産・ホンダの3社が共同運営するジュニア・フォーミュラであるが、当初よりフォーミュラ・ルノーベースのシャシー・エンジンが採用されていた。2006年のカテゴリー発足から数年が経過し、次期シャシーへの切替時期が迫ったことから、フォーミュラ・ルノーベースではなく、新たに国産シャシー・エンジンを採用し、国内コンストラクターの育成に役立つよう働きかけていくとしていた。しかし2013年限りでFCJが開催を終了することから、この計画は実現しないまま終わった。
「フォーミュラ20」構想
かつて1970年代に行われていた軽自動車のエンジンをベースとした入門フォーミュラ「FJ360」の再来を目指したカテゴリーの実現。当初は軽自動車のエンジンを利用した「F660（仮称）」としていたが、その後の議論で、エンジン形式を制限せず直径20mmのエアリストリクターによる出力制限を行う「フォーミュラ20」構想へと変化した。2009年1月には童夢・東京R&D・ムーンクラフトの3社からプロトタイプマシンが、トムスからプロトタイプエンジンが発表され、デモ走行も実施されている。
ただし2010年よりF4（JAF-F4）においてカーボンモノコックの使用が認められることになったため、JMIA理事会ではF4においてほぼ同様の目的を達成できると判断し、「フォーミュラ20」構想は一時活動を休止することになった。
各種選手権への国産シャシー・エンジンの供給
2015年からSUPER GTを主催するGTアソシエイションが新たにFIA-F4選手権シリーズを立ち上げるのに伴い、童夢がシャシー、トムスがエンジン、戸田レーシングがギアボックスを担当するワンメイクF4マシン童夢・F110を開発・供給している。また2020年に発足したフォーミュラ・リージョナル・ジャパニーズ・チャンピオンシップにおいて使用される童夢・F111/3についても、JMIAが開発に協力している。

## 役員
※肩書・所属はいずれも2024年3月現在。
- 会長：戸田幸男（戸田レーシング）
- 副会長：寺尾健二（トヨタカスタマイジング&ディベロップメント）、奥明栄（東レ・カーボンマジック）
- 理事：由良拓也（ムーンクラフト）、谷本勲（トムス）、臼井里会（童夢）他